# Paul Reid (Fußballspieler, 1979)
Paul James Reid (* 6. Juli 1979 in Sydney) ist ein australischer Fußballspieler in Diensten des australischen Erstligisten Sydney FC. Reid gewann zwei australische Meisterschaften und spielte sechs Jahre in England.

## Vereinskarriere
Reid kam 1998 von seinem Jugendklub Macarthur Rams in die National Soccer League zu den Wollongong Wolves, mit denen er 2000 und 2001 die australische Meisterschaft und zudem den OFC Champions Cup 2001 gewann. Beim Titelgewinn 2000 rettete Reid mit seinem Treffer zum 3:3-Ausgleich in der 89. Minute die Wolves in die Verlängerung, im anschließenden Elfmeterschießen traf er als vorletzter Schütze zum 7:6-Endstand. Die zweifache Meistermannschaft um Reid, Scott Chipperfield, Matt Horsley, Sasho Petrovski, Alvin Ceccoli und Stuart Young zählt zu den spielstärksten in der Geschichte der NSL, brach aber nach dem zweiten Titelgewinn auseinander und Reid schloss sich 2002 dem englischen Zweitligisten Bradford City an.
Dort spielte er zunächst mit einem Monatsvertrag ausgestattet auf Probe und erzielte bei seinem Startelfdebüt beide Treffer bei einem 2:1-Erfolg über Norwich City. Trotz dieser Leistung war Reid den Großteil der Saison außen vor, erst im März 2003 kam er nochmals zu einer Reihe von Einsätzen und erhielt am Saisonende einen neuen Ein-Jahres-Vertrag. Zurückgeworfen durch eine Verletzung und Formverlust fand er 2003/04 weder unter Trainer Nicky Law noch unter dessen Nachfolger Bryan Robson Berücksichtigung und kam bis März 2004 nur zu Einsätzen im Reserveteam, bevor ihm Robson, wie auch seinem Landsmann Gareth Edds, die Transferfreigabe erteilte und so einen ablösefreien Wechsel in die Football League One zum Aufstiegskandidaten Brighton & Hove Albion ermöglichte. Dort spielte sich Reid für die letzten Spieltage der Saison in die Mannschaft und wirkte auch in allen drei Play-off-Partien mit, die durch einen 1:0-Erfolg über Bristol City vor 65.000 Zuschauern im Cardiffer Millennium Stadium mit dem Aufstieg in die Football League Championship endeten.
Bei Brighton spielte Reid oftmals als rechter Außenverteidiger, wurde aber auch auf seiner präferierten Position im rechten Mittelfeld und als Linksverteidiger eingesetzt. Nachdem 2004/05 mit Rang 20 knapp der Klassenerhalt gelungen war, folgte ein Jahr später auf dem letzten Tabellenplatz liegend der Abstieg in die League One. Die Saison 2007/08 startete er erneut als rechter Außenverteidiger und erzielte mit seinem permanenten Offensivdrang in den ersten zwölf Einsätzen zwei Tore, bevor ihn ein Kreuzbandriss für mehr als ein halbes Jahr vom Spielbetrieb fernhielt. Bei seiner Rückkehr in den Trainingsbetrieb im April 2007 erlitt er zudem eine Knöchelverletzung, die ihn zu einer sechswöchigen Pause und damit zum vorzeitigen Saisonende zwang. Auch in der Spielzeit 2007/08 blieb Reid nicht von Verletzungsproblemen verschont und hatte mit Knie- und Leistenbeschwerden zu kämpfen. Im gesamten Saisonverlauf absolvierte er lediglich neun Pflichtspiele für die 1. Mannschaft, viermal stand er in der Startaufstellung. Mit dem Reserveteam gewann Reid, der im Saisonverlauf auch die britische Staatsbürgerschaft erhielt, derweil den Sussex Senior Cup. Die dortige Finalpartie war zugleich sein letzter Einsatz für Brighton, da er neben den langjährigen Mannschaftsmitgliedern Kerry Mayo, Gary Hart und Guy Butters von Trainer Dean Wilkins keine Vertragsverlängerung angeboten bekam.

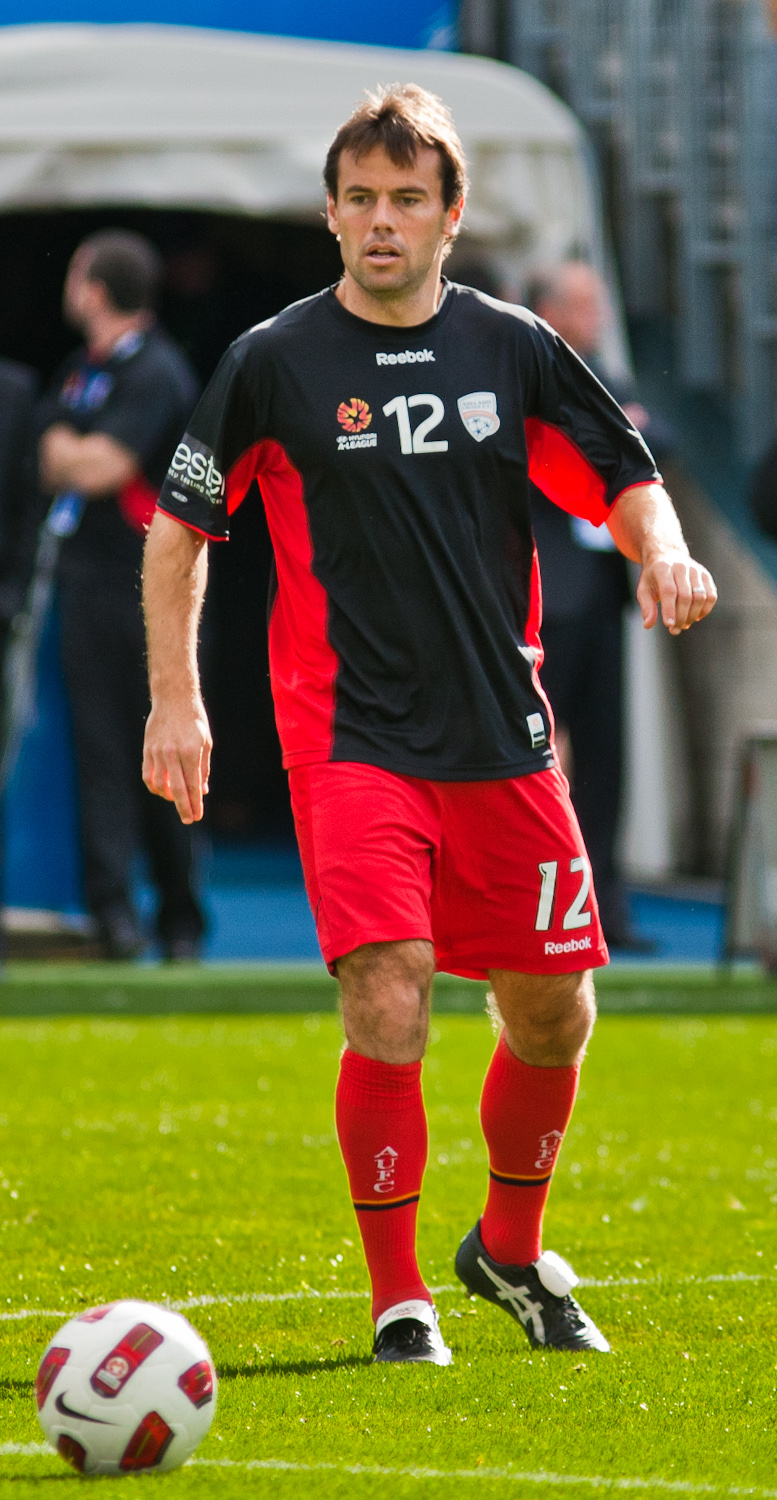
Reid vor einem Spiel mit Adelaide United (2010)

Zwar erhielt er von Wilkins' Nachfolger Micky Adams, der nur kurze Zeit später den Trainerposten bei Brighton übernahm, die Chance, sich in der Saisonvorbereitung für einen neuen Vertrag zu empfehlen, dies gelang ihm bei Brighton aber ebenso wenig wie anschließend bei einem Probetraining mit Hereford United. Letztlich kehrte Reid nach sechs Jahren in England nach Australien zurück und schloss sich in der A-League, die 2005 als Nachfolger der 2004 eingestellten National Soccer League entstand, Adelaide United an. Seine erste Saison mit Adelaide, wo er im defensiven Mittelfeld agierte, verlief für ihn überaus erfolgreich: Zunächst erreichte er mit Adelaide im November 2008 als erstem australischen Verein das Finale der AFC Champions League (0:5 nach Hin- und Rückspiel gegen Gamba Osaka), der Klub war aber trotz der dortigen Niederlage für die FIFA-Klub-Weltmeisterschaft 2008 qualifiziert. Bei der Klub-WM bestritt Reid alle drei Turnierpartien über die volle Distanz und bereitete zwei der drei Treffer seines Teams vor, das nach Siegen über Waitakere United und Al-Ahly Kairo auf dem fünften Rang abschloss. Im Januar 2009 erfolgte für Reid sein Länderspieldebüt im australischen Nationaldress und im Februar stand er mit Adelaide im Meisterschaftsfinale gegen Melbourne Victory, das mit 0:1 verloren ging. Im krassen Gegensatz dazu stand für Reid die folgende Spielzeit; Waden- und Oberschenkelverletzungen limitierten ihn auf acht Ligaeinsätze in der Saison 2009/10, die für Adelaide auf dem zehnten und letzten Tabellenplatz endete.
Nach der regulären Saison der Spielzeit 2010/11, in der Reid 29 Partien absolvierte, erbat er vor den Finalspielen die Freigabe für einen sofortigen Wechsel zum Sydney FC, die im Anschluss an die Saison in der Champions League spielten. Adelaide-Trainer Rini Coolen lehnte Reids Ansinnen ab, woraufhin Reid nicht im Kader für das erste Finalspiel gegen Wellington Phoenix (1:0) stand. Über die Gründe für die Nicht-Berücksichtigung widersprachen sich die Beteiligten, während Coolen dies als Reids Wunsch darstellte, dementierte Reid diese Darstellung und nannte Probleme bei den Vertragsverhandlungen als ausschlaggebend für seinen Ausschluss. Reid gehörte im folgenden Elimination Final gegen Gold Coast United wieder zur Startelf, bei der 2:3-Niederlage bestritt er allerdings sein letztes Pflichtspiel für Adelaide. Wenig später gab die Vereinsführung bekannt, nach der Ablehnung eines ersten Vertragsangebots durch Reid keine weiteren Vertragsverhandlungen mit dem Spieler mehr zu führen.
Im Januar 2012 unterzeichnete Reid als Ersatz für den verletzten Fred einen Kurzzeitvertrag beim A-League-Klub Melbourne Heart und absolvierte in den folgenden Wochen vier Partien, bevor er nach dessen Ablauf im März 2012 von Phil Stubbins, vormaliger Co-Trainer von Adelaide United, zum thailändischen Erstligisten INSEE Police United gelotst wurde. Sein Abstecher nach Thailand dauerte nur wenige Monate, und nach einem längeren Probetraining beim Sydney FC unterzeichnete er schließlich beim Klub aus seiner Heimatstadt einen Einjahresvertrag.

## Nationalmannschaft
Reid, der 1999 kurzzeitig zu Australiens U-20-Aufgebot gehörte, wurde im Oktober 2008 für ein 35 Spieler umfassendes Trainingslager vor einem WM-Qualifikationsspiel gegen Katar erstmals in die australische Nationalmannschaft eingeladen, schaffte den Sprung in das Spieltagsaufgebot allerdings nicht. Im Januar 2009 debütierte Reid 29-jährig gegen Indonesien in einem Qualifikationsspiel zur Asienmeisterschaft 2011 im Nationalteam (Endstand 0:0), als die Nationalelf ausschließlich aus Spielern der heimischen A-League gebildet wurde. Anfang März 2009 bildete er unter denselben Voraussetzungen in einem weiteren Qualifikationsspiel gegen Kuwait gemeinsam mit Matt McKay und Tom Pondeljak das australische Mittelfeld, nach der dortigen 0:1-Niederlage griff Nationaltrainer Pim Verbeek allerdings für die weiteren Spiele wieder auf Europalegionäre zurück.

## Erfolge
auf Vereinsebene:
- Australischer Meister: 1999/2000, 2000/01
- Oceania Club Championship: 2000/01

Individuell:
- Nominierung in das PFA Team of the Year: 2008/09 (Ersatzbank)